# Román Rodríguez Rodríguez

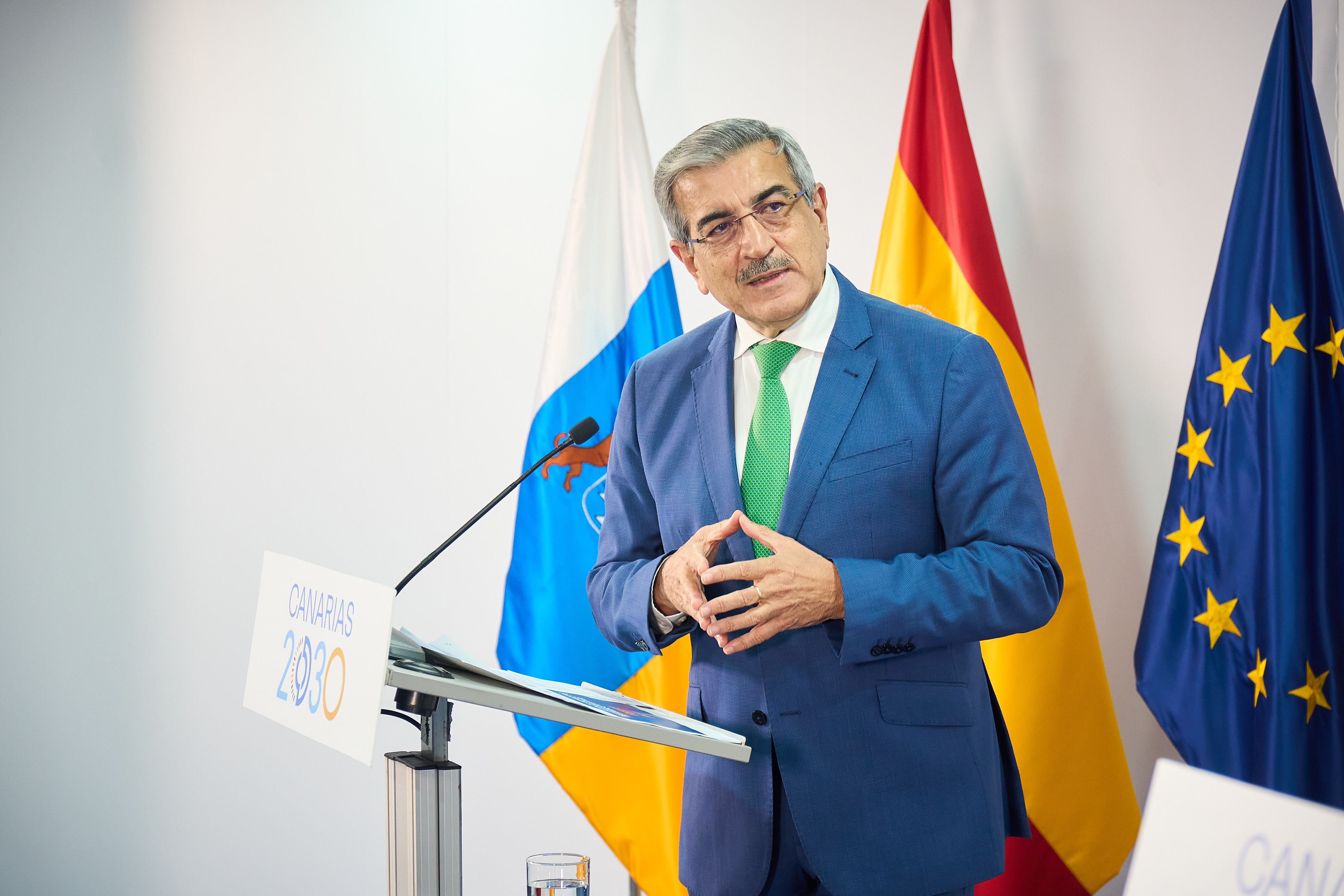
Román Rodríguez Rodríguez am 23. Juni 2022.

Román Rodríguez Rodríguez (* 1. März 1956 in San Nicolás de Tolentino) ist ein Politiker auf den Kanarischen Inseln, einer Autonomen Gemeinschaft Spaniens. Zwischen 1999 und 2003 war er deren Präsident, seit 2019 ist er deren Vizepräsident. 
Rodríguez studierte Medizin an der Universität von San Cristóbal de La Laguna.
1991 wurde er Mitglied der Iniciativa Canaria Nacionalista (ICAN), einer Organisation, die 1993 ein Teil der kanarischen Regionalpartei Coalición Canaria (CC) wurde. Mit den Spanischen Parlamentswahlen 2004 wurde er Vertreter der Partei. Seit ihrer Gründung 2005 ist Román Rodríguez Vorsitzender der Nueva Canarias.